# 야쿠자에게 처녀를 바치다
《야쿠자에게 처녀를 바치다》(漣蒼士に処女を捧ぐ〜さあ、じっくり愛でましょうか, 부제목 : 자, 천천히 사랑해 볼까)는 무라카미 아키가 원작한 일본의 성인 만화이다. 2021년 3월 5일부터 ComicFesta로부터 「TL 스크리모」 레이블에서 발간되었다.

## 줄거리
OL 아마미 나기사는 교제 경험이 없고 내성적인 자신을 바꾸기 위해 마카오로 여행을 떠나고, 그곳에서 자신을 도와준 남성 사자나미 소우시와 파티에서 아내 역할을 하기로 계약한다. 자신을 소중히 대해주는 소우시에게, 나기사는 용기를 내어 처녀를 받아 달라고 부탁한다.

## TV 애니메이션
《사자나미 소우시에게 순결을 바치다》(漣蒼士に純潔を捧ぐ)란 타이틀로, AnimeFesta 오리지널의 일환으로 2023년 4월부터 6월까지 도쿄 MX에서 5분간 단편 애니메이션으로 방영. 다른 AnimeFesta와 마찬가지로 통상판과 연령 제한이 있는 완전판이 존재하며 완전판은 AnimeFesta 오리지널 독점 착신된다.